# Prêmios Globo de Ouro de 2013
Golden Globe Awards de 2013

13 de Janeiro de 2013
Filme - Drama: 

Argo
Filme - Comédia ou Músical: 

Os Miséraveis
Série de TV – Drama: 

Homeland
Série de TV – Comédia ou Músical: 

Girls
Minissérie Ou Filme para TV: 

Virada no Jogo
Prémio Cecil B. DeMille: 

Jodie Foster
Prêmios Globo de Ouro 

← 2012  ·  2014 →

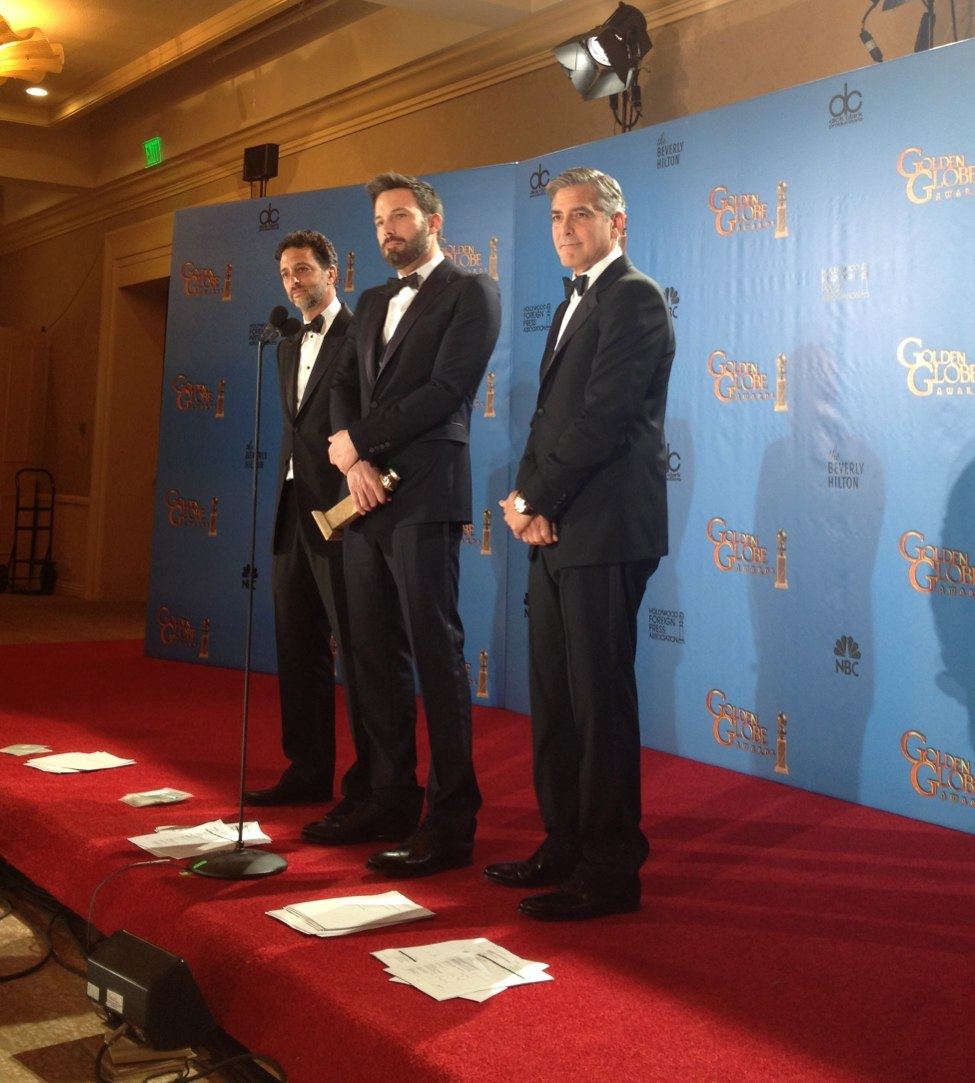
Prêmio Globo de Ouro 2013

Os Golden Globe Awards de 2013 honraram os melhores filmes e programas televisivos de 2012. Foi televisionado ao vivo do Beverly Hilton Hotel na cidade de Beverly Hills, no dia 13 de Janeiro de 2013. Tina Fey e Amy Poehler apresentaram. As indicações foram anunciadas no dia 13 de Dezembro e o Prémio Cecil B. DeMille este ano foi entregue a Jodie Foster. O grande vencedor da noite na categoria cinema foi o musical Os Miséraveis com três prêmios, seguido de Argo e Django Livre com dois cada. Na categoria Televisão, os vencedores foram Virada no Jogo, Homeland com três prêmios cada, seguidos de Girls com dois prêmios.

## Calendário
| Data                      | Ocorrência                                                         |
| ------------------------- | ------------------------------------------------------------------ |
| 26 de Outubro de 2012     | Data final para a escolha das séries nomeadas                      |
| 1 de Novembro de 2012     | Anuncio do futuro vencedor do prémio Cecil B. DeMille              |
| 2 de Novembro de 2012     | Prazo para apresentação dos formulários de inscrição Globo de Ouro |
| 29 de Novembro de 2012    | Cédulas postadas no site oficial da premiação                      |
| 5 e 6 de Dezembro de 2012 | Data final para seleção dos filmes indicados                       |
| 10 de Dezembro de 2012    | Prazo para recebimento de cédulas de nomeação pela Ernst & Young   |
| 13 de Dezembro de 2012    | Anúncio dos Indicados                                              |
| 24 de Dezembro de 2012    | Cédulas finais enviado a todos os membros da HFPA                  |
| 13 de Janeiro de 2013     | Apresentação da Premiação                                          |

## Indicados

### Cinema
| Melhores Filmes | Melhores Filmes |  |
| Drama | Comédia ou Músical |  |
| --- | --- |  |
| Argo - Django Unchained - Lincoln - Zero Dark Thirty - Life of Pi | Les Misérables - O lado bom da Vida - The Best Exotic Marigold Hotel - Moonrise Kingdom - Salmon Fishing in the Yemen |  |
| Melhor Performance em Drama | |  |
| Ator | Atriz |  |
| Daniel Day-Lewis - Lincoln como Abraham Lincoln - Richard Gere - Arbitrage como Robert Miller - John Hawkes - The Sessions como Mark O'Brien - Joaquin Phoenix - The Master como Freddie Quell - Denzel Washington - Flight como William Whitaker                          | Jessica Chastain - Zero Dark Thirty como Maya - Marion Cotillard - De Rouille et D'os como Sthepanhie - Helen Mirren - Hitchcock como Alma Reville - Naomi Watts - Lo Imposible como Maria - Rachel Weisz - The Deep Blue Sea como Hester Collyer                                                                           |  |
| Melhor Performance em Comédia Ou Musical | |  |
| Ator | Atriz |  |
| Hugh Jackman - Les Misérables como Jean Valjean - Bradley Cooper - Silver Linings Playbook como Pat - Ewan McGregor - Salmon Fishing in the Yemen como Alfred Jones - Bill Murray - Hyde Park on Hudson como Franklin D. Roosevelt - Jack Black - Bernie como Bernie Tiede | Jennifer Lawrence - Silver Linings Playbook como Tiffany Maxwell - Emily Blunt - Salmon Fishing in the Yemen como Harriet Chetwode-Talbot - Meryl Streep - Hope Springs como Kay Soames - Maggie Smith - Quartet como Jean Horton - Judi Dench - The Best Exotic Marigold Hotel como Evelyn Greenslade                      |  |
| Ator Coadjuvante | Atriz Coadjuvante |  |
| Christoph Waltz - Django Unchained como Dr. King Schultz - Leonardo DiCaprio - Django Unchained como Calvin Candie - Alan Arkin - Argo como Leester Sigel - Tommy Lee Jones - Lincoln como Thaddeus Stevens - Philip Seymour Hoffman - The Master como Lancaster Dodd      | Anne Hathaway - Les Misérables como Fantine - Amy Adams - The Master como Peggy Dogg - Helen Hunt - The Sessions como Cheryl Cohen Greene - Sally Field - Lincoln como Mary Todd Lincoln - Nicole Kidman - The Paperboy como Charlotte Bless                                                                                |  |
| Melhor Diretor | Melhor Roteiro |  |
| Ben Affleck - Argo - Kathryn Bigelow - Zero Dark Thirty - Ang Lee - Life of Pi - Steven Spielberg - Lincoln - Quentin Tarantino - Django Unchained | Quentin Tarantino - Django Unchained - Mark Boal - Zero Dark Thirty - Tony Kushner - Lincoln - David O. Russell - Silver Linings Playbook - Chris Terrio - Argo |  |
| | |  |
| Melhor Trilha Sonora | Melhor Canção Original |  |
| Life of Pi - Mychael Danna - Argo - Alexandre Desplat - Anna Karenina - Dario Marianelli - Cloud Atlas - Reinhold Heil, Johnny Klimek e Tom Tykwer - Lincoln - John Williams                                                                                               | "Skyfall" (música e letra por Adele & Paul Epworth - Skyfall - "Suddenly" (musica de Hugh Jackman, letra por Herbert Kretzmer e Alain Boublil) - Les Misérables - "Safe and Sound" - The Hunger Games (música e letra por Taylor Swift e The Civil Wars) - "For You" - Act of Valor - "Not Running Anymore" - Stand Up Guys |  |
| Melhor Animação | Melhor Filme Estrangeiro |  |
| Brave - Frankenweenie - Wreck-It Ralph - Rise of the Guardians - Hotel Transylvania | Amour - En Kongelig Affære - Intouchables - Kon-Tiki - De Rouille et D'os |  |

### Televisão
| Programas de TV | Programas de TV |
| Drama | Comédia ou Músical |
| --- | --- |
| Homeland - Downton Abbey - Boardwalk Empire - Breaking Bad - The Newsroom | Girls - Modern Family - Episodes - The Big Bang Theory - Smash |
| Melhor Performance Em Série de Drama | |
| Melhor Ator | Melhor Atriz |
| Damian Lewis – Homeland como Nicholas Brody - Jeff Daniels – The Newsroom como Will McAvoy - Steve Buscemi – Boardwalk Empire como Nucky Thompson - Bryan Cranston – Breaking Bad como Walter White - Jon Hamm – Mad Men como Don Draper                                                                 | Claire Danes – Homeland como Carrie Mathison - Connie Britton – Nashville como Rayna James - Julianna Margulies – The Good Wife como Alicia Florrick - Glenn Close – Damages como Patricia Hewes - Michelle Dockery – Downton Abbey como Mary Crawley                                                    |
| Melhor Performance Em Série de Comédia ou Músical | |
| Melhor Ator | Melhor Atriz |
| Don Cheadle – Casa das Mentiras como Marty Kaan - Matt LeBlanc – Episodes como Matt LeBlanc - Alec Baldwin – 30 Rock como Jack Donaghy - Louis C.K. – Louie como Louie - Jim Parsons – The Big Bang Theory como Sheldon Cooper                                                                           | Lena Dunham - Girls como Hannah Horvath - Julia Louis-Dreyfus - Veep como Selina Meyer - Zooey Deschanel - New Girl como Jessica "Jess" Day - Tina Fey - 30 Rock como Liz Lemon - Amy Poehler - Parks and Recreation como Leslie Knope                                                                   |
| Melhor Performance em Minissérie ou Filme para TV | |
| Melhor Ator | Melhor Atriz |
| Kevin Costner – Hatfields & McCoys como William Anderson "Devil Anse" Hatfield - Benedict Cumberbatch – Sherlock (série) como Sherlock Holmes - Woody Harrelson – Game Change como Steve Schmidt - Toby Jones – The Girl como Alfred Hitchcock - Clive Owen – Hemingway & Gellhorn como Ernest Hemingway | Julianne Moore – Game Change como Sarah Palin - Nicole Kidman - Hemingway & Gellhorn como Martha Gellhorn - Jessica Lange – American Horror Story: Asylum como Irmã Jude - Sienna Miller – The Girl como Tippi Hedren - Sigourney Weaver – Political Animals como Elaine Barrish                         |
| Melhor Performance Coadjuvante em Série, Minissérie ou Filme para TV | |
| Melhor Ator Coadjuvante | Melhor Atriz Coadjuvante |
| Ed Harris – Virada no Jogo como John McCain - Danny Huston – Magic City como Ben "The Butcher" Diamond - Mandy Patinkin – Homeland como Saul Berenson - Max Greenfield – New Girl como Schmidt - Eric Stonestreet – Modern Family como Cameron Tucker                                                    | Maggie Smith – Downton Abbey como Violet, Dowager Countess of Grantham - Hayden Panettiere – Nashville como Juliette Barnes - Archie Panjabi – The Good Wife como Kalinda Sharma - Sofía Vergara – Modern Family como Gloria Delgado-Pritchett - Sarah Paulson – American Horror Story: Asylum como Lana |
| Melhor Minissérie ou Filme para TV | |
| Game Change - The Girl - Hatfields & McCoys - The Hours - Political Animals | |

## Múltiplas indicações

### Filmes
- 7 indicações  - Lincoln
- 5 indicações - Argo e Django Unchained
- 4 indicações - Zero Dark Thirty, Les Miserábles e Silver Linings Playbook
- 3 indicações - Life of Pi e The Master, Amor Impossível
- 2 indicações - Ferrugem e Osso, The Sessions e The Best Exotic Marigold Hotel

### Televisão
- 5 indicações - Game Change.
- 4 indicações - Homeland
- 3 indicações - Downton Abbey, Modern Family e The Girl,
- 2 indicações - New Girl, Girls, Nashville, The Good Wife, American Horror Story: Asylum, Political Animals, 30 Rock, The Big Bang Theory, Breaking Bad, The Newsroom, Episodes, Boardwalk Empire e Hatfields & McCoys.

### Individual
- 3 indicações - Ang Lee
- 2 indicações - Ben Affleck,Kathryn Bigelow, Maggie Smith, Nicole Kidman, Steven Spielberg e Quentin Tarantino